# 藤原部等母麻呂
藤原部 等母麻呂（ふじわらべ の ともまろ、生没年不詳）は、奈良時代の防人。

## 経歴・人物
武蔵埼玉郡の人物で物部刀自売の夫。天平勝宝7歳（755年）2月、防人として筑紫に派遣された際、道中の足柄峠にて妻に宛てて詠んだ歌が『万葉集』に載る。

### 藤原部
『日本書紀』允恭天皇11年3月癸卯朔丙午条によると、允恭天皇が藤原宮にいた衣通郎姫の名を後世に残すために、大伴室屋に詔し、諸国の国造に科して藤原部を定めたとされる。

## 歌
- 足柄の 御坂に立して袖振らば 家なる妹は さやに見もかも[2]